# DV端子

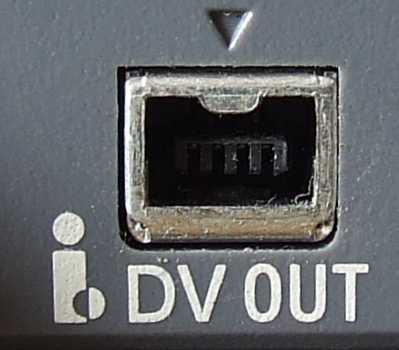
機器側のDV端子

DV端子（ディーブイたんし）は、デジタルビデオカメラなどDV方式の機器に装備される、データ伝送用の端子（ソケット）である。AV端子のうちのひとつ。IEEE 1394で規定される4芯端子に対するAV機器分野における呼称・通称でもあり、現在i.LINKと呼ばれているものと同じ。
呼称が異なるだけで、IEEE 1394の4芯端子と完全に同一である。
登場当初、この形状の端子を搭載したAV機器はDV方式のものだけだったため、この名称が一般的に用いられていた。しかし、のちにソニーが「i.LINK」の呼称を提唱し、それが普及するに伴って製品における記載は「i.LINK」（または「i.LINK (DV)」など）に置き換わり、「DV端子」の名称は通称としてのみ存在している。
また、この端子を搭載しているデジタル映像機器の一部は、コンピュータ用のIEEE 1394と信号上の互換性があるため、IEEE 1394端子を搭載するコンピュータとケーブルで接続し、映像の送受信を行う事で、デジタルビデオカメラの映像をコンピュータ上で編集したり、デジタルビデオカメラをWebカメラの代用として使うことなどが可能である。